# Siège de Kawagoe
Le siège de Kawagoe (川越の戦い Kawagoe no tatakai), livré en 1545, fait partie de la tentative ratée de Tomosada Ōgigayatsu pour reprendre le château d'Edo au clan Go-Hōjō. Ōgigayatsu, un membre du clan Uesugi, fut aidé dans son entreprise par son parent Norimasa Uesugi.
En dépit d'une immense supériorité numérique des assiégeants, les 3 000 hommes de la garnison du château de Kawagoe, dirigés par Hōjō Tsunashige, soutinrent le siège jusqu'à l'arrivée d'une force de secours. Celle-ci était conduite par le frère de Tsunanari, Hōjō Ujiyasu, qui envoya un guerrier prévenir la garnison de son arrivée imminente. Des ninja informèrent quant à eux les Hōjō que les assiégeants avaient relâché leur vigilance en raison de leur excès de confiance.
Les Hōjō essayèrent alors une tactique risquée, coordonnant une attaque nocturne entre la garnison et la force de secours. À l'encontre de tous les usages de la guerre, il fut ordonné aux samouraï de ne pas revêtir leur armure, qui les aurait ralentis et aurait pu révéler leur position, ainsi que de ne pas décapiter leurs victimes. Ceci privait le samouraï de toute gloire, car leurs victoires ne seraient pas reconnues, mais leur grande loyauté envers leur clan prit le dessus et ils se conformèrent aux ordres.
Cette tactique réussit admirablement et les Hōjō purent lever le siège. Tomosada Ōgigayatsu fut tué au cours de la bataille et, avec sa mort, la branche Ōgigayatsu du Clan Uesugi s'éteignit.

## Source de la traduction
- (en) Cet article est partiellement ou en totalité issu de l’article de Wikipédia en anglais intitulé « Siege of Kawagoe Castle » (voir la liste des auteurs).